# سیبا اینترکاتیننتال ایرلاینز
سیبا اینترکاتیننتال ایرلاینز (به انگلیسی: Ceiba Intercontinental Airlines) یک شرکت هواپیمایی با کد یاتا C2 است که در ۱ مه ۲۰۰۷ میلادی تأسیس شده‌است. دفتر مرکزی سیبا اینترکاتیننتال ایرلاینز در مالابو، گینه استوایی واقع شده‌است و قطب این شرکت هواپیمایی در فرودگاه بین‌المللی مالابو قرار دارد.